# 加田智志
加田 智志（かだ さとし、1989年8月3日 - ）は、日本の俳優、声優、タレント、ラジオパーソナリティ。大阪府出身。MC企画、大阪放送劇団所属。ツー関西、SPICY BOYS with Sugar Boyのメンバー。

## 人物
趣味・特技：プロレス観戦、野球、映画鑑賞
資格：原動機付自動車、剣道一級
SPICY BOYS with Sugar Boyでのメンバーカラーは水色。

## 出演
太字はメインキャラクター。

### 舞台
- 大阪放送劇団
  - 小劇場公演Vol.36「ハックルベリーにさよならを」（2011年5月14日・15日、A&Hホール）
  - 本公演Vol.55「お父さんのハイライト」（2011年11月18日 - 20日、A&Hホール）
  - 小劇場公演Vol.37「月の上の夜」（2012年6月9日・10日、A&Hホール）
  - 本公演Vol.56「しまいこんでいた歌」（2012年11月30日 - 12月2日、A&Hホール）
  - 小劇場公演Vol.39「蠅取り紙 山田家の5人兄妹」（2014年6月14日・15日、A&Hホール） - 小道具[1]
  - 本公演Vol.58「闇に咲く花 -愛敬稲荷神社物語-」（2014年11月14日 - 16日、A&Hホール） - 牛木健太郎 役[2]
    - 再演（2015年10月22日・23日、ドーンセンター）

  - 本公演Vol.59「八人の女」（2015年7月10日 - 12日、A&Hホール） - 小道具[3]
  - 小劇場公演Vol.42「水平線の歩き方」（2018年6月16日・17日、A&Hホール）
  - 本公演Vol.62「おかしな二人 女性版」（2018年11月30日 - 12月1日、A&Hホール） - ヘイスース〈Aキャスト〉 役[4]
  - 本公演Vol.63「シングルマザーズ」（2019年11月29日 - 12月1日、A&Hホール） - 小田行男 役[2]
  - 本公演Vol.64「留守・秘密の代償」（2021年12月3日 - 5日、A&Hホール） - 八百屋さん 役[5]
  - 小劇場公演Vol.44「神の子供達はみな遊ぶ」（2022年5月28日・29日、A&Hホール）[6]
  - 本公演Vol.65 岸田國士一幕劇集「ぶらんこ」（2022年11月11日 - 13日、A&Hホール） - 夫 役[7]
  - 本公演Vol.66「冬の馬」（2023年10月27日 - 29日、A&Hホール） - 村上通 役[8]
  - 小劇場公演Vol.45「その受話器はロバの耳」（2024年7月13日・14日、A&Hホール）[9]
  - 本公演Vol.67「こんにちは、母さん」（2025年1月17日 - 19日、A&Hホール） - 神崎昭夫 役[10]
- 大阪新劇フェスティバル40周年記念合同公演「血脈」（2013年3月29日 - 31日、ドーンセンター 7Fホール） - 菊田一夫、栗岩英雄 役[11]
- 大阪新劇団協議会プロデュース公演「灯り」（2013年12月13日 - 15日、メイシアター 中ホール） - 加州そばの出前 役[12]
- 章雄と敬子、2人合わせて100周年！記念公演「芒ノ原デ…」（2021年4月9日・10日、ルミエールホール 小ホール）[13]
- 第3回大阪演劇見本市 釈芝居「赤垣源蔵・徳利の別れ」（2023年9月15日、KNOWLEDGE THEATER） - 兄 役[14]
- 2023大阪劇団協議会プロデュース公演「白き恋人たち」（2024年2月23日 - 25日、メイシアター 中ホール） - 高須梅渓 役[15]

### テレビドラマ
- 小吉の女房 第7話（2019年2月22日、NHK BSプレミアム）
- 探偵・由利麟太郎 第4・5話（2020年7月7日・14日、関西テレビ）
- ブギウギ 第23週（2024年3月、NHK）[16]

### ウェブドラマ
- Badens「あの日離れた手は時を越え ～やさしさのシャンプー～」（2022年12月13日、YouTube）[17]
- カザマランドセル「成長とともに背負うもの篇」（2023年2月15日、YouTube） - パパ 役[18]

### テレビ番組
- ごごナマ 助けて！きわめびと（NHK） - 再現VTR
- かんさい熱視線（NHK） - アテレコ
- 水野真紀の魔法のレストランR（毎日放送） - 再現VTR
- サタデープラス（毎日放送） - 再現VTR
- 雨上がりの「Aさんの話」〜事情通に聞きました!〜（朝日放送） - ナレーション
- なつめのパパッとパン！（関西テレビ）
- Myけいはんな（KCN京都） - リポーター
- 手づくり花づくりプラス 〜目指せ花メン！園芸男子〜（2017年 - 2022年、サンテレビ） - リポーター
- 大阪ほんわかテレビ（2019年7月12日、読売テレビ） - 再現VTR[19]
- ビーバップ！ハイヒール（2019年10月17日、朝日放送） - 再現VTR[20]
- お笑いワイドショー マルコポロリ！（関西テレビ） - 再現VTR
  - （2021年9月26日） - 那須晃行（なすなかにし） 役[21]
  - （2021年10月24日） - 川﨑宗則 役[22]
  - （2021年11月14日） - 瀬下豊（天竺鼠） 役[23]

### ウェブ番組
- Obey Me! The Boys in the House（2021年4月9日 - 7月3日、YouTube）[24]
- いつかの君と。トレンディ飯（cookpadLive・NATSLIVE） - ツー関西として出演
- ショクナナ！（2022年4月 - 、YouTube） - リポーター
- Midnight Snack: Blood & Stories（2025年5月29日 - 、YouTube）[25]

### ウェブアニメ
- Obey Me! The Anime（レヴィアタン）
  - Season 1（2021年）[26]
  - Season 2（2022年）[27]

### ゲーム
- Obey Me! シリーズ（レヴィアタン）
  - Obey Me!（2019年）[28]
  - Obey Me! Nightbringer（2023年）[29]

### オーディオドラマ
- Obey Me! シリーズ（レヴィアタン）
  - Arcadia「助けてルシファー」（2020年）
  - My Chance!「ドキドキ！メイド喫茶予行練習」（2020年）
  - Pomade「見たい！いろんなものに映る僕の顔」（2020年）
  - Hungry Six-Pack「料理って難しい！」（2021年）
  - Choose Me「あいつへの思い」（2021年）
  - It's My Party / Eternal「It's サプライズパーティ」（2021年）
  - No.1「オンラインゲームでボイスチャット！」（2022年）
  - On Your Way / With You「金と魂の漂流」（2022年）
- Ex and Bee: Nightfall's Coven（エクスプロラドール・デル・ルース[30]）
  - Season 1（2024年）
    - Aerial Suspension with Ex（2024年）

  - Season 2「The Silent Siren」（2025年）

### ドラマCD
- Spicy Café -スパイシーカフェ-（馬超華麗）
  - Vol.1 - 4（2021年 - 2022年）
  - Season2（2023年）

### ラジオ
※はインターネット配信。
- STOP! 危ない自転車（NHK）
- 情報ステーション（FM千里） - 火曜日パーソナリティ
- 北千里アワー（FM千里） - パーソナリティ
- RADIO PLUS（FM千里）
- 2時コレ！（FM千里）
- 長与千種のクラッシュ・ア・GO!GO!（FM千里）
- Otaku FM（YouTube※） - パーソナリティ
  - レヴィアタン先生のOtaku FM（2021年1月1日 - 3月29日）
  - Otaku FM Anime and Chill（2021年7月16日 - 12月31日）
  - Otaku FM Mini（2022年1月25日 - 5月25日）
  - Otaku FM Anime and Chill 2（2022年7月22日 - 12月30日）
  - レヴィアタン先生のOtaku FM Sinful Sounds（2024年8月28日 - ）
- Ex and Bee in 5min Quick Cast Talk（2024年10月10日 - 11月19日、BOOTH※）

### CM
- 信和グループ「TEAM SHINWA ブランド編」（2018年8月）
- シマコーポレーション「何でも揃う編」「職人やったら編」「仕事終わりに編」（2022年8月、ラジオCM） - 金城 役[31]
- 志摩スペイン村 2024年夏（2024年7月）

### イベント
- 第1回大阪演劇見本市（2021年9月29日、大阪市中央公会堂 3階中集会室） - 総合司会[14]
- HONEY CHEERS!! 特別編（2024年1月28日、エンターテイメントスペースRELATION） - ツー関西として出演[32]
- 120 -俺たちは2時間で終わらせられるのか-（2025年3月22日、ALte HALL） - ツー関西として出演[33]
- 120#2 -俺たちは2時間で終わらせられるのか-（2025年5月31日、NLC新大阪8号館） - ツー関西として出演[34]

## ディスコグラフィ

### キャラクターソング
| 発売日   | 商品名                 | 歌                                                                             | 楽曲                    | 備考                                                       |
| 2021年   | 2021年                 | 2021年                                                                         | 2021年                  | 2021年                                                     |
| -------- | ---------------------- | ------------------------------------------------------------------------------ | ----------------------- | ---------------------------------------------------------- |
| 10月11日 | Obey Me! The Album     | レヴィアタン（加田智志）                                                       | 「My Chance!」          | ゲーム『Obey Me!』関連曲                                   |
| 2022年   |                        |                                                                                |                         |                                                            |
| 08月19日 | On Your Way / With You | Obey Me! Boys                                                                  | 「On Your Way」         | Webアニメ『Obey Me! The Anime Season 2』エンディングテーマ |
| 08月19日 | On Your Way / With You | Obey Me! Boys                                                                  | 「With You」            | Webラジオ『Otaku FM Anime and Chill 2』エンディングテーマ  |
| 2023年   |                        |                                                                                |                         |                                                            |
| 01月16日 | Obey Me! The Album 2   | Obey Me! Boys                                                                  | 「It's My Party」       | Webアニメ『Obey Me! The Anime』エンディングテーマ          |
| 01月16日 | Obey Me! The Album 2   | Obey Me! Boys                                                                  | 「Eternal」             | Webラジオ『Otaku FM Anime and Chill』エンディングテーマ    |
| 01月16日 | Obey Me! The Album 2   | マモン（古林裕貴）、レヴィアタン（加田智志）、アスモデウス（ミウラアイム）     | 「Choose Me」           | ゲーム『Obey Me!』関連曲                                   |
| 01月16日 | Obey Me! The Album 2   | レヴィアタン（加田智志）、アスモデウス（ミウラアイム）、ベルゼブブ（矢口恭平） | 「Trigger」             | ゲーム『Obey Me!』関連曲                                   |
| 03月24日 | Devil's Way            | Obey Me! Boys                                                                  | 「Devil's Way」         | ゲーム『Obey Me! Nightbringer』オープニングテーマ          |
| 10月28日 | Spooky Night Parade    | Obey Me! Boys                                                                  | 「Spooky Night Parade」 | ゲーム『Obey Me! Nightbringer』関連曲                      |
| 12月18日 | Magic Moment           | Obey Me! Boys                                                                  | 「Magic Moment」        | ゲーム『Obey Me! Nightbringer』関連曲                      |
| 2024年   |                        |                                                                                |                         |                                                            |
| 04月21日 | Anniversary            | Obey Me! Boys                                                                  | 「Anniversary」         | ゲーム『Obey Me! Nightbringer』関連曲                      |
| 11月26日 | The Seven Rulers       | Obey Me! Boys                                                                  | 「The Seven Rulers」    | ゲーム『Obey Me! Nightbringer』関連曲                      |
| 2025年   |                        |                                                                                |                         |                                                            |
| 06月27日 | Addictive Love         | Obey Me! Boys                                                                  | 「Addictive Love」      | ゲーム『Obey Me!』関連曲                                   |
| 06月27日 | Ritual                 | Obey Me! Boys                                                                  | 「Ritual」              | ゲーム『Obey Me!』関連曲                                   |

### ユニットメンバー
1. 1 2 3 4 5  ルシファー（山下和也）、マモン（古林裕貴）、レヴィアタン（加田智志）、サタン（角真也）、アスモデウス（ミウラアイム）、ベルゼブブ（矢口恭平）、ベルフェゴール（大西哲史）